# Корнеед Гангльбауэра
Корнеед Гангльбауэра (лат. Dorcadіon ganglbauerі) — вид жуков из подсемейства ламиин семейства жуков-усачей.
Видовое название дано в честь австрийского энтомолога Людвига Ганглбауера (нем. Ludwig Ganglbauer), описавшего целый ряд жуков из рода Dorcadion.

## Описание
Редкий вид с низкой численностью и сокращающимся ареалом. Обособленно стоит в систематике рода Dorcadion. Встречается в бассейне реки Арысь, также изолированно распространен в горах Каратау. Заселяет высокотравные степные участки. Длина тела 18—26 мм. Наружная спинная полоска часто отсутствует либо слабо заметна. Усики и бёдра чёрного цвета.
Личинки развиваются в дернине, где питаются корнями травянистых растений, в основном из семейства злаковых. Жуки питаются зелёными листьями злаковых.

## Охрана
Занесён в Красную книгу Казахстана, как сокращающийся в численности вид. Численность сокращается из-за распашки целинных земель, степных пожаров и перевыпаса скота в места обитания вида.